# Гориця (Тирговиштська область)
Гори́ця (болг. Горица) — село в Тирговиштській області Болгарії. Входить до складу общини Попово.

## Населення
За даними перепису населення 2011 року у селі проживали 126 осіб.
Національний склад населення села:
| Національність   | Кількість осіб | Відсоток |
| ---------------- | -------------- | -------- |
| болгари          | 71             | 63,4%    |
| турки            | 41             | 36,6%    |
| цигани           | 0              | 0%       |
| інша             | 0              | 0%       |
| не визначились   | 0              | 0%       |
| Всього відповіли | 112            |          |

Розподіл населення за віком у 2011 році:
Динаміка населення: